# Indian Trail
Indian Trail is een plaats (town) in de Amerikaanse staat North Carolina, en valt bestuurlijk gezien onder Union County.

## Demografie
Bij de volkstelling in 2000 werd het aantal inwoners vastgesteld op 11.905.
In 2006 is het aantal inwoners door het United States Census Bureau geschat op 17.491, een stijging van 5586 (46.9%).

## Geografie
Volgens het United States Census Bureau beslaat de plaats een oppervlakte van
39,4 km², waarvan 39,3 km² land en 0,1 km² water.

## Plaatsen in de nabije omgeving
De onderstaande figuur toont nabijgelegen plaatsen in een straal van 8 km rond Indian Trail.